# کراشنگچن
کراشنگچن (به لهستانی:  Kraśniczyn) یک روستا در لهستان است که در گمینا کراشنگچن واقع شده‌است. کراشنگچن  ۴۴۷ نفر جمعیت دارد.